# Campeonato de Segunda División 1912 de la FAF (Argentina)
El Campeonato de Segunda División 1912 fue el décimo cuarto torneo de la tercera categoría organizado por la Argentine Association Football League, el décimo quinto de la Segunda División, y el primero organizado por la Federación Argentina de Football, creada tras la ruptura de la AAFL.
El torneo consagró campeón por primera vez en su historia a la reserva del Club Atlético Tigre, tras vencer en la final por 4 a 2 al Club Argentino de Vélez Sarsfield.

## Formato
Se disputó en 2 secciones bajo el sistema de todos contra todos, a dos ruedas, invirtiendo la localía.

## Equipos
| Equipo                       | Lugar         |
| ---------------------------- | ------------- |
| Argentinos Juniors           | Villa Ortuzar |
| Argentino de Avellaneda      | Avellaneda    |
| Argentino de Núñez           | Buenos Aires  |
| Argentino de Vélez Sarsfield | Liniers       |
| Floresta                     | Floresta      |
| Hispano Argentino            | Barracas      |
| Honor y Patria               | Floresta      |
| Independiente de La Plata    | La Plata      |
| Instituto Americano          | Adrogué       |
| San Fernando                 | San Fernando  |
| Tigre                        | Tigre         |
| Villa Lugano                 | Lugano        |
| Villa Soldati                | Barracas      |

### Distribución geográfica de los equipos
| Región                 | Cantidad | Equipos |
| ---------------------- | -------- | --- |
| Conurbano bonaerense   | 4        | Independiente, Instituto Americano, San Fernando y Tigre                                                                        |
| Ciudad de Buenos Aires | 7        | Argentinos Juniors, Argentino de Núñez, Argentino de Vélez Sarsfield, Floresta, Hispano Argentino, Villa Lugano y Villa Soldati |

## Sección 1

### Tabla de posiciones final
| Pos | Equipo                    | Pts       | PJ        | G         | E         | P         | GF        | GC        | DG        |
| --- | ------------------------- | --------- | --------- | --------- | --------- | --------- | --------- | --------- | --------- |
| 1º  | Tigre                     | 22        | 14        | 10        | 2         | 2         | 27        | 12        | 15        |
| 2º  | Hispano Argentino         | 21        | 14        | 9         | 3         | 2         | 58        | 14        | 44        |
| —   | Argentino (N)             | Sin datos | Sin datos | Sin datos | Sin datos | Sin datos | Sin datos | Sin datos | Sin datos |
| —   | Argentinos Juniors        | Sin datos | Sin datos | Sin datos | Sin datos | Sin datos | Sin datos | Sin datos | Sin datos |
| —   | Floresta                  | Sin datos | Sin datos | Sin datos | Sin datos | Sin datos | Sin datos | Sin datos | Sin datos |
| —   | Independiente de La Plata | Sin datos | Sin datos | Sin datos | Sin datos | Sin datos | Sin datos | Sin datos | Sin datos |
| —   | Instituto American        | Sin datos | Sin datos | Sin datos | Sin datos | Sin datos | Sin datos | Sin datos | Sin datos |
| —   | San Fernando              | Sin datos | Sin datos | Sin datos | Sin datos | Sin datos | Sin datos | Sin datos | Sin datos |
| —   | Villa Lugano              | Sin datos | Sin datos | Sin datos | Sin datos | Sin datos | Sin datos | Sin datos | Sin datos |
| —   | Villa Soldati             | Sin datos | Sin datos | Sin datos | Sin datos | Sin datos | Sin datos | Sin datos | Sin datos |

|  | Clasificado a la Fase final. |

## Sección 2
| Pos | Equipo                       | Pts       | PJ        | G         | E         | P         | GF        | GC        | DG        |
| --- | ---------------------------- | --------- | --------- | --------- | --------- | --------- | --------- | --------- | --------- |
| 1º  | Argentino de Vélez Sarsfield | Sin datos | Sin datos | Sin datos | Sin datos | Sin datos | Sin datos | Sin datos | Sin datos |
| 2º  | Honor y Patria               | Sin datos | Sin datos | Sin datos | Sin datos | Sin datos | Sin datos | Sin datos | Sin datos |

|  | Clasificado a la Fase final. |

## Fase final
|  | Semifinales | Semifinales                  | Semifinales                  |                              |       | Final | Final | Final |  |
|  |             |                              |                              |                              |       |       |       |       |  |
|  |             |                              |                              |                              |       |       |       |       |  |
|  | 1°          | Tigre                        | 1                            |                              |       |       |       |       |  |
|  | 1°          | Tigre                        | 1                            |                              |       |       |       |       |  |
|  | 2°          | Honor y Patria               | 0                            |                              |       |       |       |       |  |
|  | 2°          | Honor y Patria               | 0                            |                              | Tigre | Tigre | 4     |       |  |
|  |             |                              |                              |                              | Tigre | Tigre | 4     |       |  |
|  |             |                              | Argentino de Vélez Sarsfield | Argentino de Vélez Sarsfield | 2     |       |       |       |  |
|  | 1°          | Argentino de Vélez Sarsfield | Argentino de Vélez Sarsfield | Argentino de Vélez Sarsfield | 2     |       |       |       |  |
|  | 1°          | Argentino de Vélez Sarsfield |                              |                              |       |       |       |       |  |
|  | 2°          | Hispano Argentino            |                              |                              |       |       |       |       |  |
|  | 2°          | Hispano Argentino            |                              |                              |       |       |       |       |  |
|  |             |                              |                              |                              |       |       |       |       |  |

### Semifinales
|                                            | Tigre     | 2:1 | Honor y Patria | Estadio de Argentino de Quilmes, Buenos Aires |  |
|                                            | Angeletti |     | Anotado        |                                               |  |
| Fue anulado por el Consejo de Apelaciones. |           |     |                |                                               |  |

| 22 de diciembre de 1912 | Tigre   | 1:0 | Honor y Patria | Campo de Atlanta, Buenos Aires |  |
|                         | Anotado |     |                |                                |  |

### Final
| 22 de diciembre de 1912 | Tigre                | 4:2 (2:2) | Argentino de Vélez Sarsfield | Campo de Gimnasia y Esgrima, Buenos Aires |  |
|                         | Santoro · Bernasconi |           |                              |                                           |  |

|                           |
|                           |
| Campeón Tigre 1.er título |